# Dom Ojczysty
Dom Ojczysty (DO) – polska prawicowa partia polityczna działająca w latach 2004–2005, a także stowarzyszenie o takiej samej nazwie.

## Historia
Spotkanie założycielskie nowego Ogólnopolskiego Ruchu Obrony Polskości „Dom Ojczysty” odbyło się 3 kwietnia 2004 w Stalowej Woli, jego przewodniczącym został związany z Radiem Maryja publicysta, prof. Jerzy Robert Nowak. Choć pierwotnie miał to być ruch społeczny wzorowany według intencji założycieli na komitetach obywatelskich, to Dom Ojczysty 23 listopada 2004 został zarejestrowany jako partia polityczna.
Do nowej formacji przystąpiła grupa działaczy Ligi Polskich Rodzin, w tym początkowo czterech posłów, którzy 20 kwietnia 2004 utworzyli koło poselskie w Sejmie IV kadencji. W jego skład weszli Ewa Kantor, Piotr Krutul, Gertruda Szumska oraz Halina Szustak (jako przewodnicząca). Do rozłamu doszło na tle sporu dotyczącego wyborów do Parlamentu Europejskiego, w których LPR wystartowała, a Dom Ojczysty nawoływał do ich zbojkotowania.
Pod koniec kadencji koło poselskie DO liczyło dziesięciu posłów. Obok założycieli w jego skład wchodzili wybrani z ramienia LPR Grzegorz Górniak, Zofia Krasicka-Domka, Józef Skowyra i Stanisław Szyszkowski, a także wybrani z ramienia Samoobrony RP Józef Laskowski i Piotr Smolana.
Przed wyborami parlamentarnymi w 2005 Dom Ojczysty początkowo współtworzył Ruch Patriotyczny. Ostatecznie ugrupowanie zdecydowało się wystartować samodzielnie. Zarejestrowało swoje listy w 18 spośród 41 okręgów wyborczych, nie przekraczając w głosowaniu wynoszącego 5% progu wyborczego, zdobywając 32 863 głosy, tj. 0,28% głosów ważnych. Dom Ojczysty wystawił również 12 kandydatów do Senatu, z których żaden nie uzyskał mandatu (najlepszy wynik osiągnął Jerzy Robert Nowak – 44 984 głosy w okręgu rzeszowskim).
Dom Ojczysty 14 listopada 2005 został wykreślony z ewidencji partii politycznych.
Jednocześnie w 2002 zostało zarejestrowane stowarzyszenie o nazwie Dom Ojczysty (na czele z Haliną Szustak), które kontynuuje działalność.